# Selección juvenil de rugby de Costa Rica
La selección juvenil de rugby de Costa Rica es el equipo nacional de rugby regulado por la Federación de Rugby de Costa Rica.

## Historia
Sus primeras competiciones oficiales fueron los Sudamericano B de 2010 y 2011, en los cuales terminó en la última posición. Luego de un periodo de inactividad participó en el Centroamericano Juvenil de Rugby 2017, en el cual se coronó campeón invicto luego de derrotar en la final a Guatemala.
En 2018 regresa luego de 7 años sin competir en el Sudamericano B, logrando el subcampeonato luego de perder con el posterior campeón Perú.

## Participación en copas

### Sudamericano BM18
- Medellín 2010: 4.º puesto[1]
- Lima 2011: 4.º puesto[2]

### Sudamericano BM19
- Tres Ríos 2018: 2.º puesto[3]

### Sudamericano CM18
- San José 2017: Campeón invicto[4]